# 1320'erne
Århundreder: 13. århundrede – 14. århundrede – 15. århundrede
Årtier: 1270'erne 1280'erne 1290'erne 1300'erne 1310'erne – 1320'erne – 1330'erne 1340'erne 1350'erne 1360'erne 1370'erne
År: 1320 1321 1322 1323 1324 1325 1326 1327 1328 1329